# 吳浩康 Listen To Deep Live 2017
《吳浩康 Listen To Deep Live 2017》是香港男歌手吳浩康首次舉辦的大型演唱會，在2017年12月9日至10日於九龍灣國際展貿中心 Star Hall舉辦，本演唱會由英皇娛樂主辦。

## 軼事
本演唱會原定只有2017年12月10日一場，後因反應熱烈而加開12月9日一場。
2017年10月3日本演唱會舉行記者會，在記者會上吳浩康首次演譯新歌《較早前錄影》及因母親去世一事而淚灑現場。
2017年12月10日，歌迷偷偷準備了一張紫色手幅，寫著他的歌曲〈演唱會〉的歌詞：「演唱會 開得到若果星河燦爛」，吳浩康看見這個一片紫海的震撼畫面，立即感動流淚。

## 演唱歌曲
- 火
- 感覺蘇豪
- 討厭
- 孩子王
- 棋王
- 第三者
- 浪漫時代
- 擇日失戀
- Clozer
- 明白
- 上車
- 公元前
- 戰地舞曲
- 你那邊幾點
- 醒覺
- 給愛惜的人
- Medley：傻 + 我可以 + 放過自己 + 又到聖誕
- 新手
- 相對濕度（鄭希怡）
- Dance Medley: 活著VIVA + 戒男 + 煞科 + 第五個現代化 + 未夠喉 + 大熱 + 越夜越有機 + 失憶周末 + 眼睛想旅行（和鄭希怡合唱）
- 眼前一亮
- 笑我
- 演唱會
- 38廿四
- 吻彌留的你
- 孻仔
- 自卑
- 較早前錄影

Encore
- 洗剪吹
- 先入為主